# Рашка (государство)
Ра́шка (серб. Рашка) — средневековое сербское государство (великая жупа). Согласно данным византийского императора Константина Багрянородного, после переселения сербов на Балканы область Рашка располагалась между реками Сава, Врбас и Ибар. Позднее ядро Рашки сместилось несколько юго-восточнее. До XI века Рашка как географическая область была частью Сербского княжества. После распада Сербского княжества и гибели в 960 году Часлава Клонимировича часть Рашки оказалась в составе Византии и была поделена на несколько фем. В XI веке в области Рашка была создана одноимённая жупа, чьи правители в конце того же столетия начали борьбу против Византии. На протяжении XII века сербам удалось отвоевать независимость, а к началу XIII века Сербия превратилась в мощное государство, в 1217 году ставшее королевством.

## Название
Согласно одной из теорий, название исторической местности происходит от города Рас, основанного римлянами. Здесь в X веке лежала граница между Сербией и Болгарией, а в XII веке город окончательно перешел к Сербии и стал столицей её правителей. Сербский историк Сима Чиркович писал, что Рас оказался первой крупной административной единицей, отвоеванной сербами у византийцев. Затем сербы разместили в ней резиденцию своих правителей. После этого в латинских источниках сербов начинают именовать «Расцияны» (лат. Rasciani), а их государство — «Расция» (Rascia). У венгров и немцев эти названия сохранялись до XX века. Таким образом, у государства сербских жупанов возникло название «Раса» или «Рашка». Оно употреблялось и в титуловании великих жупанов, чередуясь с названием «сербские земли». При этом византийцы продолжали употреблять название «Сербия».
Названия: серб. Рашка / Raška — Рашка, Рашка земља / Raška zemlja — Рашка земля (страна), Расија / Rasija — Расия, Расција / Rascija — Расция; лат. Rassa — Расса, Rassia — Рассия, Raxia — Раксия, Rascia — Расция (в русской литературе встречается кириллическое написание «Расия», в дореволюционном издании — «Рассия»).

## История

### Предыстория
После гибели Часлава Клонимировича в бою с венграми территории, входившие в состав Княжества Сербия, оказались под властью болгарского царя Самуила, который распространил своё владычество вплоть до Адриатики. Самуил объединил под своей властью почти все земли, которыми владела Болгария при царе Симеоне (кроме Северной Фракии), а также Фессалию, Рашку и приморские сербские земли, пользовавшиеся большой самостоятельностью. Поэтому некоторые историки именуют Болгарию того времени Самуилова держава. После битвы при Беласице и кончины Самуила все его владения в 1018 году оказались в составе Византийской империи вместе с частью сербов
На захваченные земли император Василий II распространил византийскую административную систему, при этом новосозданные фемы оказались более обширными, нежели прибрежные, а их центрами стали древние города Сирмий, Скопле и Дуростолом. Правили ими императорские наместники — стратеги и дуксы. У стратега Сирмия в титуле было «стратег Сербии» или «дукс Салоник, Болгарии и Сербии».

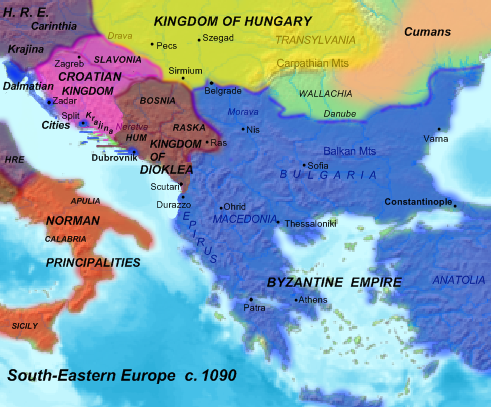
Земли Дукли во времена наивысшего могущества

В это время центр политической жизни сербских земель перемещается в приморские земли — Дуклю. В результате антивизантийского восстания под предводительством Петра Деляна в 1040 году дуклянский правитель Воислав обрёл некоторую самостоятельность, а ко времени второго крупного восстания в 1072 году под руководством Георгия Войтеха дуклянский князь Михаил смог собрать достаточно сил, чтобы оказать помощь восставшим. Описывавший эти события византийский историк расценил это как попытку сербов покорить болгар. Очагом обоих восстаний стала македонская территория. Восстание 1072 года потерпело поражение, но Михаилу удалось вызволить из плена своего сына Константина Бодина, которого восставшие выбрали своим царём.
Хотя Дуклянское государство уже было независимым от Византии, оно нуждалось в международном признании своей самостоятельности, символом чего могло стать получение сербским князем королевского титула от византийского императора или римского папы. Разрыв между западной и восточной церквами и усиление борьбы между Римом и Византией создавали для этого удобные условия. Римский папа Григорий VII, стремившийся распространить своё влияние в балканских странах и ослабить там позиции константинопольской патриархии, в 1077 году по просьбе князя Михаила даровал ему королевский титул.

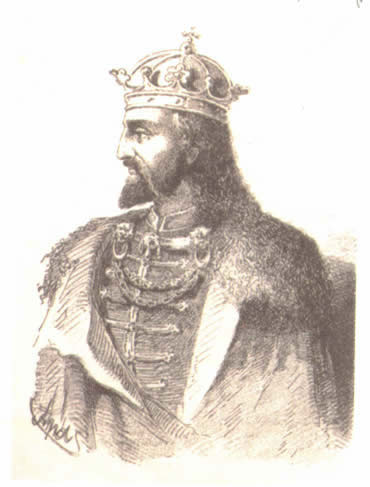
Константин Бодин, воображаемый портрет

В 1082 году Михаил скончался и правителем Дукли стал его сын Константин Бодин. Он решил использовать отвлечение Византии на борьбу с норманнами и вторгся в Рашку, управление над которой передал двум верным ему жупанам — Вукану и Марку. В состав Дуклянского государства вошла в это время и Босния, где был поставлен князем некий Стефан. Таким образом, Дуклянское государство включило в свой состав все сербские земли — Зету, Рашку, Травунию, Захумье и Боснию. Бодину удалось добиться и признания римским папой церковной самостоятельности сербов — Барская епископия была превращена в митрополию, которой в церковном отношении подчинялись все земли Дуклянского королевства.
Однако консолидация сербских земель под властью Дукли носила временный характер и не привела к экономическому и политическому объединению отдельных областей, к укреплению центральной власти. Земли, входившие в состав Дуклянского королевства, продолжали жить самостоятельной жизнью. Местные князья, жупаны и крупные феодалы были в них полными хозяевами и лишь номинально подчинялись власти королей. Постоянная борьба среди феодалов и членов правящей династии, особенно обострившаяся в начале XII века, ослабляла государственное единство сербов. Вскоре после смерти Бодина (1099 год), а возможно и ранее, от Дукли отпали Травуния, Захумье, Босния и Рашка. Между претендентами на престол шла жестокая борьба, что позволило Византии укрепить свои позиции в сербских землях. Во внутренние дела Дукли активно вмешивался и усилившийся в это время великий жупан Рашки Вукан. Быстро сменявшие друг друга правители были обычно ставленниками Византии или рашского жупана и находились от них в полной
зависимости. Правители Захумья, Травунии и Боснии, отделившись от Дукли, также оказались не в состоянии вести самостоятельную политику. Раздробленность сербских земель делала неизбежным их поглощение сильными соседними государствами — Византией и Венгрией. В зависимость от последней попала Босния, историческое развитие которой в дальнейшем пошло самостоятельным путём. Остальные сербские земли в XII столетии оказались под властью Византийской империи.

### История Рашки

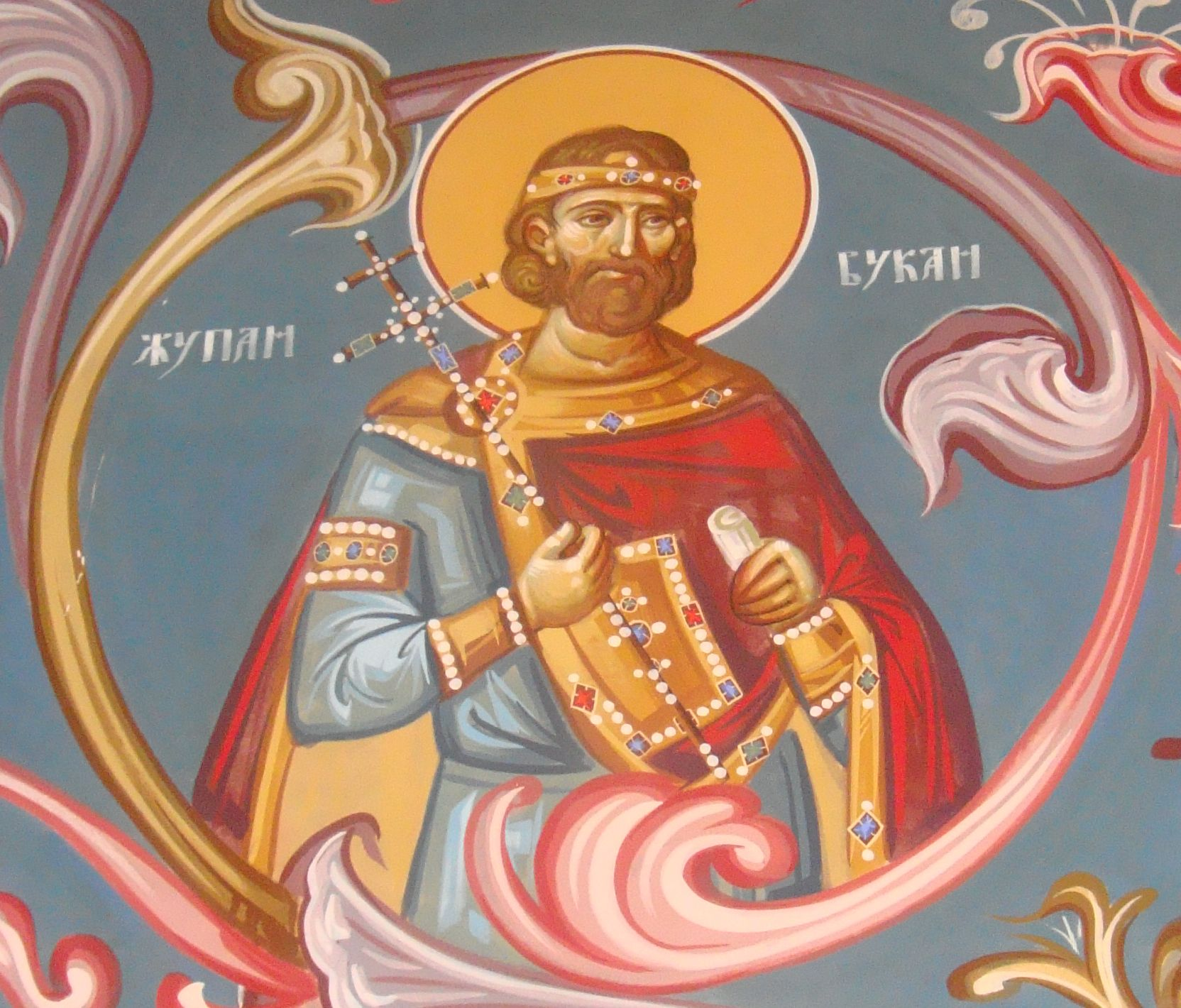
Великий жупан Вукан

С началом упадка Дукли центром борьбы сербов за государственную самостоятельность вновь стала Рашка. Она занимала небольшую область в горах, что осложняло её контроль со стороны Византийской империи. В 1080—1090-е годы великий жупан Рашки Вукан, избавившись от своего соправителя Марка, начал вести самостоятельную политику. С 1083 года он был единоличным правителем и был первым известным историкам великим жупаном Рашки. Вукан поддерживал Бодина в его борьбе с Византией, а когда тот примирился с Константинополем, продолжил борьбу в одиночку. Ему удалось присоединить к Рашке значительные территории населённых сербами Косова и Метохии. Вукан также пытался распространить своё влияние на Дуклю и другие сербские земли.
Сербские отряды регулярно нападали на приграничные византийские земли, что вызывало активное противодействие войск Империи. Армия Византии неоднократно вторгалась в Рашку, после чего со стороны сербов следовала выплата дани и выдача заложников. Однако как только византийцы покидали её пределы, сербы вновь брались за оружие. В 1104 году сербы сожгли приграничный Звечан, а затем разгромили пришедшее из Драча войско. После этого на них двинулась крупная византийская армия, которая вынудила Вукана признать свою зависимость от Империи. Спустя два года сербы вновь атаковали византийские пограничные земли. В 1106 году византийцам удалось отбить нападение и вынудить Вукана покориться. Рашка выдала заложников и признала господство Византии.
Борьба сербов за независимость была продолжена преемниками Вукана, которые наладили тесные отношения с Венгрией, ведшей в это время периодические войны с византийцами. В начале 1130-х годов великий жупан Рашки Урош I Вуканович выдал свою дочь Елену за будущего венгерского короля Белу II. Брат Елены Белош стал венгерским палатином и хорватским баном. Нападения сербов на византийские владения усилились во время Второго крестового похода. В качестве ответной меры император Мануил Комнин в 1149 году двинул на Рашку большое войско, которое заняло города Рас и Галич в долине реки Ибар. На помощь сербам прибыла венгерская армия, но и с её помощью Урошу I не удалось разгромить имперское войско. Сербско-венгерская армия была разбита византийцами на реке Тара. В результате Рашка в очередной раз признала зависимость от Византии. Великий жупан обязывался в случае необходимости по требованию императора предоставлять Византии 500 воинов для боевых действий в Малой Азии и 2000 воинов — для войны в Европе.

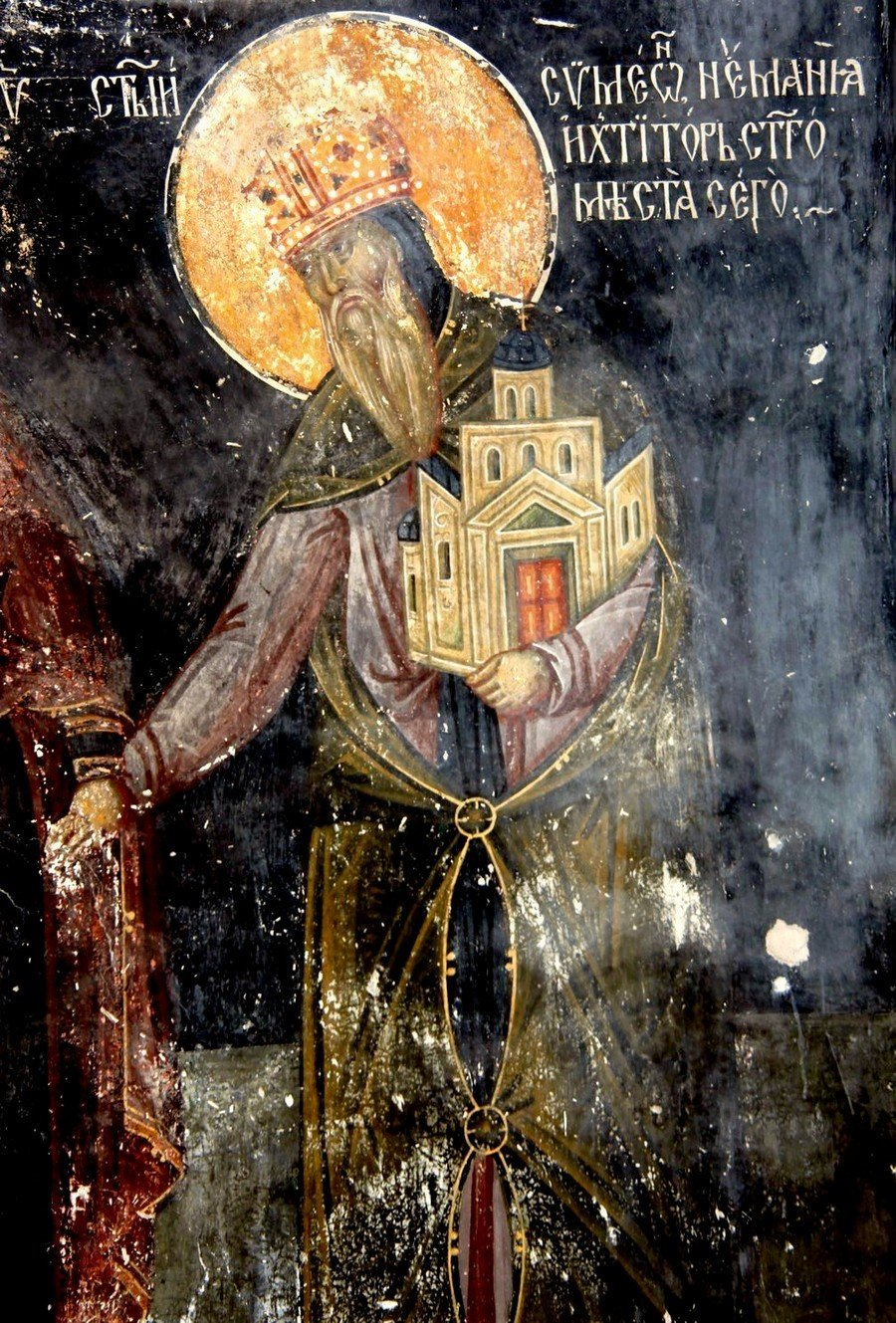
Стефан Неманя (Симеон Мироточивый). Фреска из церкви монастыря Студеница

В 1150—1160-х годах в семье великого жупана шла борьба за власть, что позволило Константинополю вмешиваться во внутренние дела Рашки. Византия сама назначала великих жупанов и смещала их, если они начинали вести слишком независимую политику или выступали против господства Империи. Однако все это только отложило очередную попытку сербов добиться независимости. В конце 1160-х годов новый великий жупан Деса Вуканович попытался стать независимым от Империи, однако был взят в плен. Его обвинили в переговорах с немцами и отношении к венгерскому королю как к своему господину. Вместо него Константинополь назначил жупаном Тихомира, а его братьев Страцимира, Мирослава и Стефана Неманю — правителями областей Рашки. Спустя некоторое время Стефан Неманя, правивший в междуречье Южной и Западной Моравы, сверг его и провозгласил себя великим жупаном. Тихомир с другими братьями, обратился за поддержкой к Византии, однако был разбит Стефаном. В итоге Страцимир и Мирослав признали Стефана Неманю великим жупаном Рашки, а Тихомир утопился в реке Ситница.

Рашка в 1184 году

Стефан Неманя проявил себя как дальновидный решительный политик. Закрепившись на троне, он начал объединение сербских земель и их освобождение от византийской власти. Его правление характеризуется постоянными войнами с Византией, на земли которой регулярно вторгались сербские войска. Рашке удалось несколько расшириться за счет владений Империи. Также к ней была присоединена Зета (Дукля). Неманя изгнал её правителя князя Михаила, а саму страну наряду с Травунией отдал в управление своему наследнику Вукану. Великий жупан Рашки опирался на Венецию и Венгрию, издавна враждовавших с Константинополем. Кроме них ему удалось заключить союзный договор с Болгарией, которая совсем недавно восстановила независимость. Экспансия Рашки облегчалась тяжелым положением Византии, осложнённым Третьим крестовым походом.
Во время правления Немани несколько оживилась торговля сербских земель с Адриатическим побережьем. В 1186 году сербские войска попытались захватить Дубровник, однако нападение было отбито. После этого 27 сентября того же года был заключен договор о мире, предоставлявший купцам-дубровчанам свободу торговли в Рашке, подданные которой, в свою очередь, получали право свободного передвижения по Дубровнику. Спустя несколько лет право свободной торговли в сербских землях получили купцы из Сплита.

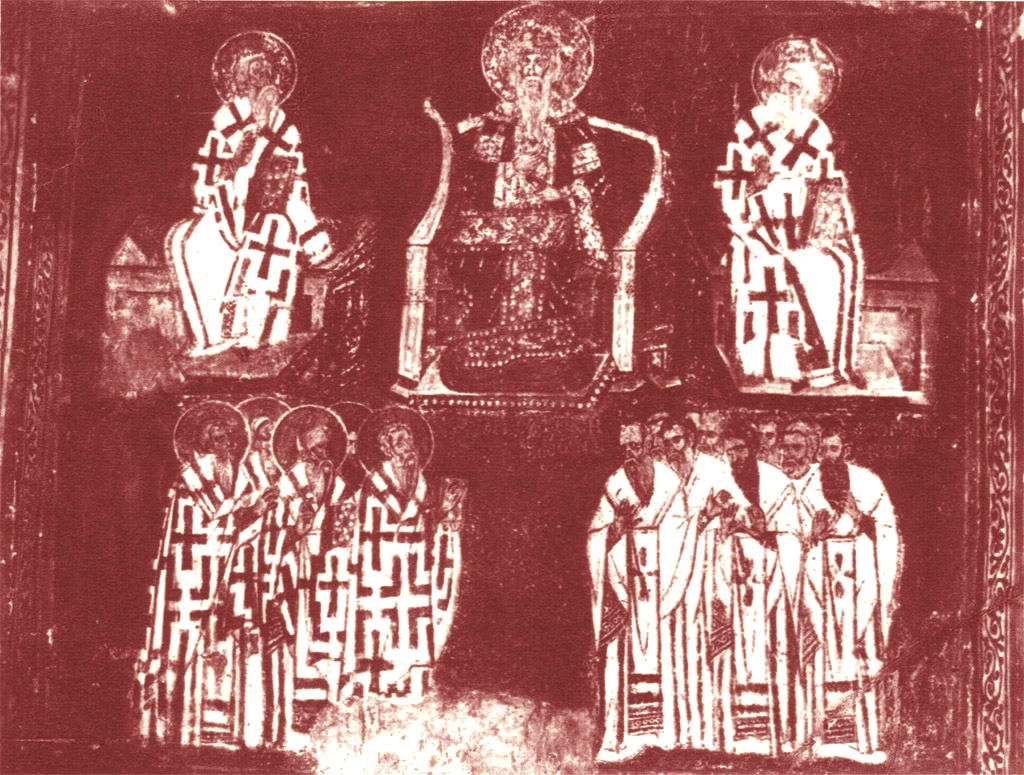
Собор, осудивший богомилов. Фреска из Церкви святого Ахила в Арилье

Для правления Стефана Немани характерно распространение в Рашке богомильства, получившего развитие ещё в предшествующем столетии в Болгарии и Македонии и имевшего там ярко выраженную антифеодальную направленность. Со временем богомильство в Рашке приняло достаточно широкий размах. Оно нашло сторонников и среди феодального класса — властелы, отдельные представители которой оказывали отпор централизаторской политике великого жупана. В 1186 году Неманя созвал государственный сабор (представительное собрание) близ Церкви Святых Апостолов Петра и Павла в Стари-Расе, на котором было постановлено искоренить «мерзкую и проклятую ересь». Неманя с войском выступил против еретиков. Его сын, Стефан Первовенчанный, так описывал этот поход:

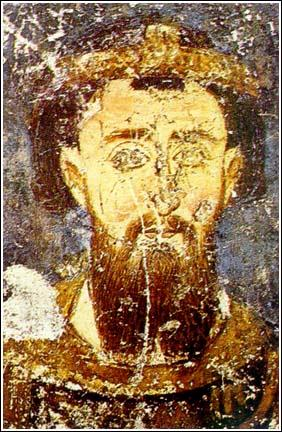
Стефан Первовенчанный. Фреска из монастыря Милешева

«и одних сжёг, других наказал различными наказаниями, иных прогнал из своего государства, а их дома и все имущество, собрав, роздал прокаженным и нищим... и повсюду искоренил эту проклятую веру, чтобы больше не существовала она в его государстве»
В 1188 году, когда в Сербии стало известно о подготовке к крестовому походу, Стефан Неманя отправил посольство в Нюрнберг к германскому императору Фридриху Барбароссе, войско которого должно было пройти через Балканский полуостров. Когда крестоносцы проходили через Сербию, Неманя и его братья с богатыми подарками встретили германского императора в Нише и предложили ему вступить в союз против Византии. Несмотря на то, что заключить этот союз сербам так и не удалось, так как Фридрих Барбаросса отказался от предложения Немани, они вторглись в пределы Византии и захватили ряд областей на территории юго-востока современной Сербии и на западе Болгарии. После ухода крестоносцев Византии удалось отвоевать ряд занятых сербами территорий, а в 1190 году войска Стефана Немани были разбиты в битве на реке Мораве. Однако заключённый мир оставил за Рашкой ряд бывших византийских владений.
В 1196 году Неманя отрекся от престола в пользу своего сына Стефана и принял монашество. После смерти (1199 год) он был причислен к лику святых. Его подвиги и заслуги как основателя Сербского государства были прославлены сербской церковью, что укрепило авторитет правящей в Сербии династии Неманичей.
Вступивший на престол сын Немани Стефан спустя несколько лет после начала правления был вынужден вступить в борьбу с братом Вуканом, который, опираясь на помощь венгерского короля Имре, в 1202 году захватил власть в Сербии. В свою очередь, Стефана поддержала Болгария, которая боролась с расширением венгерского влияния на Балканский полуостров. Её помощь позволила Стефану вновь вернуться на престол великого жупана. Договориться о мире братьям удалось при посредничестве младшего брата Растко. Вукан остался правителем Зеты, но признал верховную власть Стефана.
Для достижения международного признания независимости Сербского государства, Стефан упорно добивался получения от римского папы королевской короны. Ради этого он пошел на сближение с римской курией и с Венецией, бывшей мощным фактором европейской политики. В 1217 году папа Гонорий III даровал Стефану королевский титул. При этом получение короны из Рима не привело к победе в Сербии западного влияния и распространению католицизма.

### Дальнейшие события

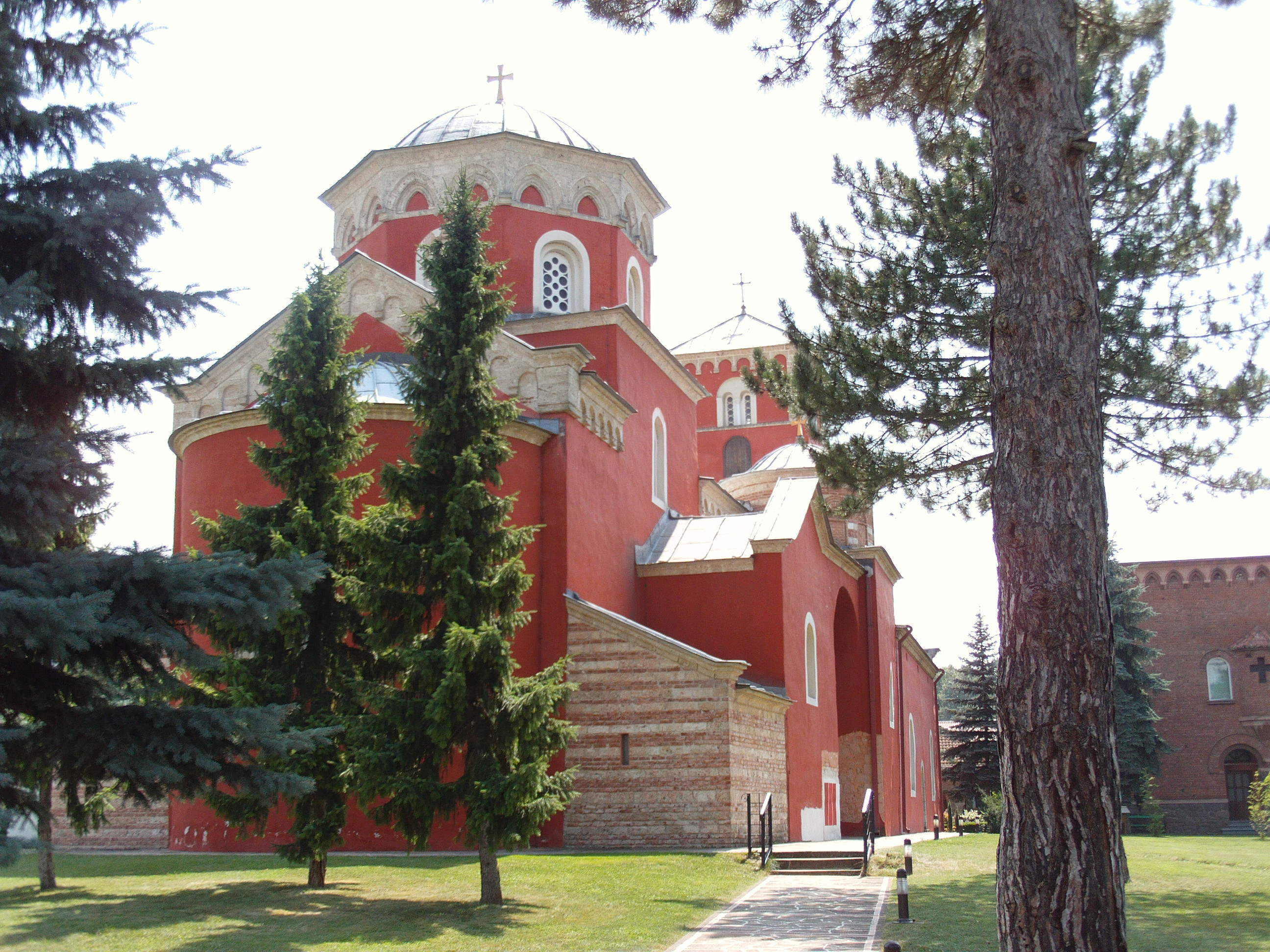
Монастырь Жича

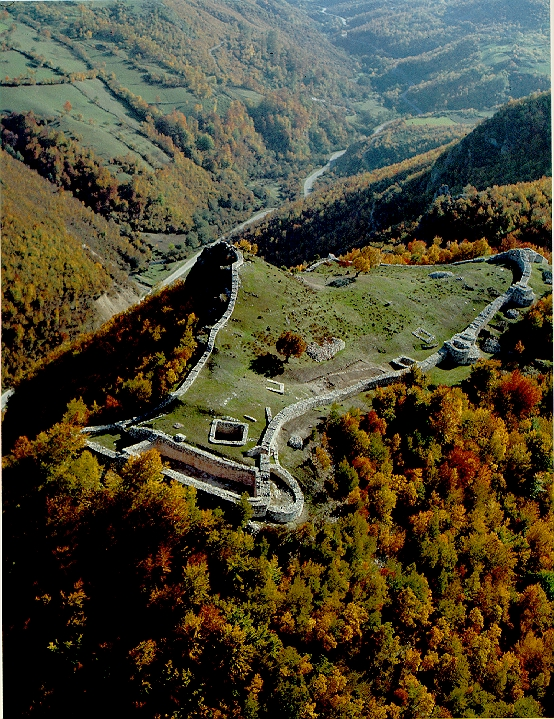
Древний город Стари-Рас (Рас) и монастырь Сопочаны, 2006 г.

Коронация Стефана открыла новую эпоху в истории сербской государственности и ознаменовала появление Королевства Сербия. Следующим шагом Стефана стало достижение независимости сербской церкви. Он воспользовался ослаблением Латинской империи, борьбой против неё Никейской империи и Болгарии. Соперничество между Никейской патриархией и Охридской архиепископией, которой в церковном отношении подчинялась Рашка, помогло Стефану 15 августа 1219 года получить от никейского Вселенского патриарха Мануила признание автокефалии сербского архиепископства. Брат короля Растко, ушедший в монахи и известный как Святой Савва, в 1219 году был посвящён в Никее в архиепископы, а его преемники могли избираться в самой Сербии.
Благодаря этому в Сербии была создана самостоятельная церковь с сербской церковной иерархией и богослужением на славянском языке. Будучи умным политиком и образованным проповедником, Савва добился перехода в православие многих приверженцев богомильской ереси, особенно среди представителей властелы (феодалов). При Савве было основано семь новых епископств, а центром архиепископства стал построенный в это время монастырь Жича (у слияния Ибара с Западной Моравой), которому король Стефан даровал обширные земельные
владения.
Во второй половине XII века современники описывали Сербию как труднодоступную, покрытую лесом страну, которую населяли воинственные пастухи. В XIII столетии экономический облик страны стал быстро меняться. Стремительно росло население страны, в плодородных землях основывались новые населённые пункты, строились новые монастыри с большими и развитыми хозяйствами. Древние реликтовые леса были прорежены, в горах были построены рудники, близ которых появлялись новые населённые пункты.
Независимость Сербии и её территориально расширение способствовали ускорению развития феодальных отношений и укреплению позиций властелы, которая значительно окрепла экономически. Со временем она стала приобретать всё большую политическую силу и уже не всегда подчинялась власти королей. Это замедлило централизацию сербских земель, которые были ещё недостаточно связаны между собой в экономическом и политическом отношениях. Слабость центральной власти в Сербии стала особенно заметной во второй четверти XIII века, когда после смерти Стефана Первовенчанного к власти пришёл его слабый сын Радослав (1227—1234), а затем Владислав (1234—1243), который придерживался болгарской ориентации. Во время их правления в стране усилилась борьба феодальной знати за влияние на короля.

## Правители Рашки
С конца XI столетия и вплоть до коронации Стефана Первовенчанного Рашкой правили:
- Вукан (1091—1112)
- Урош I Вуканович (1112—1146)
- Урош II Примислав (1146—1155)
- Деса Вуканович (1155—1165)
- Белош Вуканович (1162)
- Завида
- Тихомир Завидович (1165—1168)
- Стефан Неманя (1168—1196)
- Стефан Первовенчанный (1196—1217)
- Вукан Неманич (1202—1204)